# The Hits/The B-Sides
The Hits/The B-Sides è un box set del cantante e musicista statunitense Prince, pubblicato nel 1993 dalle etichette Paisley Park e Warner Bros. L'album è una raccolta di tre dischi composto da molti dei suoi successi e brani favoriti dai fan.

## Tracce
Tutte le canzoni eseguite da Prince, se non diversamente indicato.

### Disco 1:The Hits 1
| Numero | Titolo                                                                | Compositore                         | Produttore                   | Durata |
| ------ | --------------------------------------------------------------------- | ----------------------------------- | ---------------------------- | ------ |
| 1.     | When Doves Cry                                                        | Prince                              | Prince                       | 3:47   |
| 2.     | Pop Life (eseguita da Prince and The Revolution)                      | Prince                              | Prince                       | 3:41   |
| 3.     | Soft and Wet                                                          | Prince, C. Moon                     | Prince, Tommy Vicari (exec.) | 3:02   |
| 4.     | I Feel for You                                                        | Prince                              | Prince                       | 3:24   |
| 5.     | Why You Wanna Treat Me So Bad?                                        | Prince                              | Prince                       | 3:48   |
| 6.     | When You Were Mine                                                    | Prince                              | Prince                       | 3:43   |
| 7.     | Uptown                                                                | Prince                              | Prince                       | 4:09   |
| 8.     | Let's Go Crazy (eseguita da Prince and The Revolution)                | Prince                              | Prince and The Revolution    | 4:39   |
| 9.     | 1999                                                                  | Prince                              | Prince                       | 3:36   |
| 10.    | I Could Never Take the Place of Your Man                              | Prince                              | Prince                       | 3:38   |
| 11.    | Nothing Compares 2 U (featuring Rosie Gaines)                         | Prince                              | Prince                       | 4:57   |
| 12.    | Adore                                                                 | Prince                              | Prince                       | 4:39   |
| 13.    | Pink Cashmere                                                         | Prince                              | Prince                       | 6:13   |
| 14.    | Alphabet St.                                                          | Prince                              | Prince                       | 5:38   |
| 15.    | Sign 'o' the Times                                                    | Prince                              | Prince                       | 3:43   |
| 16.    | Thieves in the Temple                                                 | Prince                              | Prince                       | 3:19   |
| 17.    | Diamonds and Pearls (eseguita da Prince and The New Power Generation) | Prince                              | Prince                       | 4:19   |
| 18.    | 7 (eseguita da Prince and The New Power Generation)                   | Prince and The New Power Generation | Prince                       | 5:09   |

### Disco 2:The Hits 2
| Numero | Titolo                                                     | Compositore                         | Produttore                          | Durata |
| ------ | ---------------------------------------------------------- | ----------------------------------- | ----------------------------------- | ------ |
| 1.     | Controversy                                                | Prince                              | Prince                              | 3:35   |
| 2.     | Dirty Mind                                                 | Prince, Dr. Fink                    | Prince                              | 3:49   |
| 3.     | I Wanna Be Your Lover                                      | Prince                              | Prince                              | 2:56   |
| 4.     | Head                                                       | Prince                              | Prince                              | 4:43   |
| 5.     | Do Me, Baby                                                | Prince                              | Prince                              | 3:55   |
| 6.     | Delirious                                                  | Prince                              | Prince                              | 2:38   |
| 7.     | Little Red Corvette                                        | Prince                              | Prince                              | 4:55   |
| 8.     | I Would Die 4 U (eseguita da Prince and The Revolution)    | Prince                              | Prince and The Revolution           | 2:56   |
| 9.     | Raspberry Beret (eseguita da Prince and The Revolution)    | Prince                              | Prince and The Revolution           | 3:31   |
| 10.    | If I Was Your Girlfriend                                   | Prince                              | Prince                              | 3:46   |
| 11.    | Kiss (eseguita da Prince and The Revolution)               | Prince                              | Prince and The Revolution           | 3:45   |
| 12.    | Peach                                                      | Prince                              | Prince                              | 3:48   |
| 13.    | U Got the Look con Sheena Easton                           | Prince                              | Prince                              | 3:46   |
| 14.    | Sexy M.F. (eseguita da Prince and The New Power Generation | Prince, Tony M., Levi Seacer, Jr.   | Prince and The New Power Generation | 5:24   |
| 15.    | Gett Off (eseguita da Prince and The New Power Generation) | Prince and The New Power Generation | Prince and The New Power Generation | 4:29   |
| 16.    | Cream (eseguita da Prince and The New Power Generation     | Prince                              | Prince and The New Power Generation | 4:12   |
| 17.    | Pope                                                       | Prince                              | Prince                              | 3:28   |
| 18.    | Purple Rain (eseguita da Prince and The Revolution)        | Prince                              | Prince and The Revolution           | 8:40   |

### Disco 3:The B-Sides
| Numero | Titolo                                                           | Compositore               | Produttore                | Durata |
| ------ | ---------------------------------------------------------------- | ------------------------- | ------------------------- | ------ |
| 1.     | Hello (eseguita da Prince and The Revolution)                    | Prince and The Revolution | Prince and The Revolution | 3:23   |
| 2.     | 200 Balloons                                                     | Prince                    | Prince                    | 5:05   |
| 3.     | Escape                                                           | Prince                    | Prince                    | 3:30   |
| 4.     | Gotta Stop (Messin' About)                                       | Prince                    | Prince                    | 2:54   |
| 5.     | Horny Toad                                                       | Prince                    | Prince                    | 2:12   |
| 6.     | Feel U Up                                                        | Prince                    | Prince                    | 3:44   |
| 7.     | Girl (eseguita da Prince and The Revolution)                     | Prince and The Revolution | Prince and The Revolution | 3:47   |
| 8.     | I Love U in Me                                                   | Prince                    | Prince                    | 4:12   |
| 9.     | Erotic City (eseguita da Prince and The Revolution)              | Prince and The Revolution | Prince and The Revolution | 3:55   |
| 10.    | Shockadelica                                                     | Prince                    | Prince                    | 3:30   |
| 11.    | Irresistible Bitch                                               | Prince                    | Prince                    | 4:11   |
| 12.    | Scarlet Pussy (eseguita da Camille)                              | Camille                   | Prince                    | 4:18   |
| 13.    | La, La, La, He, He, Hee                                          | Prince, Sheena Easton     | Prince                    | 3:21   |
| 14.    | She's Always in My Hair (eseguita da Prince and The Revolution)  | Prince and The Revolution | Prince and The Revolution | 3:27   |
| 15.    | 17 Days (eseguita da Prince and The Revolution)                  | Prince and The Revolution | Prince and The Revolution | 3:54   |
| 16.    | How Come U Don't Call Me Anymore?                                | Prince                    | Prince                    | 3:50   |
| 17.    | Another Lonely Christmas (eseguita da Prince and The Revolution) | Prince and The Revolution | Prince and The Revolution | 4:51   |
| 18.    | God (eseguita da Prince and The Revolution)                      | Prince and The Revolution | Prince and The Revolution | 4:02   |
| 19.    | 4 the Tears in Your Eyes                                         | Prince                    | Prince                    | 3:23   |
| 20.    | Power Fantastic                                                  | Prince                    | Prince                    | 4:45   |

## Classifiche

### The Hits/The B-Sides
| Classifica (1993) | Posizione massima |
| ----------------- | ----------------- |
| Australia         | 4                 |
| Canada            | 57                |
| Francia           | 7                 |
| Germania          | 58                |
| Norvegia          | 11                |
| Nuova Zelanda     | 1                 |
| Paesi Bassi       | 10                |
| Regno Unito       | 4                 |
| Stati Uniti       | 19                |
| Stati Uniti (R&B) | 6                 |
| Svezia            | 19                |
| Svizzera          | 9                 |
| Classifica (2016) | Posizione massima |
| Stati Uniti       | 4                 |

### The Hits 1
| Classifica (1993) | Posizione massima |
| ----------------- | ----------------- |
| Australia         | 19                |
| Austria           | 7                 |
| Canada            | 46                |
| Francia           | 8                 |
| Germania          | 20                |
| Italia            | 19                |
| Norvegia          | 15                |
| Nuova Zelanda     | 12                |
| Paesi Bassi       | 14                |
| Regno Unito       | 5                 |
| Stati Uniti       | 46                |
| Stati Uniti (R&B) | 14                |
| Svezia            | 10                |
| Svizzera          | 22                |

### The Hits 2
| Classifica (1993) | Posizione massima |
| ----------------- | ----------------- |
| Australia         | 20                |
| Austria           | 9                 |
| Canada            | 50                |
| Francia           | 12                |
| Germania          | 19                |
| Italia            | 13                |
| Norvegia          | 14                |
| Nuova Zelanda     | 8                 |
| Paesi Bassi       | 15                |
| Regno Unito       | 5                 |
| Stati Uniti       | 54                |
| Stati Uniti (R&B) | 23                |
| Svezia            | 6                 |
| Svizzera          | 10                |